# スペイン人民戦線
人民戦線（じんみんせんせん、スペイン語：Frente Popular）は、1936年から1939年までスペインにて存続した社会主義連合政権。首班はマヌエル・アサーニャ。

## 経緯
1931年4月の1931年4月12日地方自治体選挙により共和派が勝利、ブルボン朝のアルフォンソ13世が退位すると、共和派、農民、労働者、知識人は当時のソ連の繁栄の影響を受け、社会主義政権発足を目指し始めた。
当時スペイン国内に散在していた共産党をはじめとする左派政党をまとめ上げ、1936年2月16日の総選挙で右派を抑えて勝利、左翼共和党のマヌエル・アサーニャを首班とする挙国一致内閣を成立させた。これは、フランスのレオン・ブルム政権とともに、ソ連がコミンテルンを通じて各国の共産党に社会主義勢力や自由主義勢力との連合政権樹立を指示した人民戦線戦術の成功例であった。
これに反対する陸軍を中心とする軍部、右翼、地主、旧貴族、王党派、カトリック教会などの保守階級はエミリオ・モラ准将を首謀者として当時ポルトガルに亡命していたホセ・サンフルホ中将を推し、ナショナリスト軍（反乱軍）を結成、1936年7月18日、スペイン領モロッコにて人民戦線政府に対し反乱を起こす。これを受け、カナリア諸島に左遷されていたフランシスコ・フランコ師団将軍はメリリャに革命本部を置き、軍を掌握してスペイン本土各地でも陰謀に加わった将校が蜂起、またたく間にスペイン全土に反乱は拡大した。共和国側は結局首都マドリードやバルセロナなどでの蜂起の鎮圧には成功したものの、ナバーラやセビリヤ、ガリシア、アフリカの植民地は反乱軍に押さえられてしまい、事態はクーデターから内戦に発展してしまった。こうしてスペイン内戦が開始された。
反乱が発生した翌7月19日、左翼共和党のサンティアゴ・カサーレス・キローガ首相が辞任。時局収拾を図るために共和連合のディエゴ・マルティネス・バリオが首相に就任したが、1日も政権を維持することができなかった。その日のうちに再び左翼共和党からホセ・ヒラル・ペレイラが首相に立ち組閣を行ったが、混乱を収めることはできなかった。
同年8月中旬には、全土の大半が反乱軍の勢力下となり、首都マドリードも包囲された。同年11月7日、反乱軍が市内に突入して市街戦になり、政府機能がバレンシアに退避した。この間、同年9月4日にバスク地方のイルン陥落を期にホセ・ヒラル・ペレイラ内閣が総辞職、スペイン社会労働党からフランシスコ・ラルゴ・カバジェーロが首班となり第四次人民戦線内閣が成立した。
ソビエト連邦をはじめ、世界各国の社会主義政党、共和派、反ファシズム勢、国際旅団の援助を受け人民戦線はしばらくは持ちこたえたものの、ブルム政権が短命に終わった後のフランスや、人民戦線政府内で勢力を拡大しつつあったスペイン共産党を嫌ったイギリスやアメリカ合衆国は不介入を決定した。一方、ファシズム政権の誕生を期待したドイツ、イタリアなどのファシズム国家の大量の軍事支援を受けた反乱軍は、圧倒的軍事力で人民戦線を壊滅に追い込む。
その後、拠点の一つであったカタルーニャ地方バルセロナが陥落したことで1939年2月に人民戦線政府は国外に亡命、4月にナショナリスト軍は首都のマドリードを攻め落とし内戦は終結した。
人民戦線の敗因は社会主義政党間の不和や寄せ集めの軍備で対抗したことなどで、その後に多くの課題を残した。

## 政党
- スペイン共産党（PCE）
- スペイン社会労働党（PSOE）
- マルクス主義統一労働者党（POUM）
  - 人民戦線において最左派の政党。指導者アンドレウ・ニンはレフ・トロツキーの秘書をしていたが、POUMはトロツキーが指導する「国際左翼反対派」とは一線を画していた。CNTと同様に独自の民兵組織を形成してフランコ軍に対抗し、自らの支配地域では地主制の廃止などを推し進めていた。人民戦線政府の主導権を握った共産党によって「ファシストの第五列」と規定されて弾圧により消滅した。ニンは1936年12月に追放され、翌1937年6月には収容所から何者かによって誘拐され、バラバラ死体で発見された。犯人については諸説あるが、スペインに潜入していたNKVDによるものとする見解が多数である。青年組織「イベリア共産青年同盟」を傘下に持っていた。
- 左翼共和党（英語版）（IR）
- en:Republican Union Party（UR）
- 全国労働者連合（CNT）
  - アナルコ・サンディカリズムを標榜する労働組合の連合体。建設労働者、靴屋、床屋など、現場労働者と職人を中心に組織された。実質的には政治組織イベリア・アナーキスト連盟（FAI）に指導されていた。
- バスク国民運動（es、EAE-ANV）
- カタルーニャ社会主義統一労働者党（PSUC）
  - スペイン共産党系の組織。マルクス・レーニン主義を標榜し、「革命でなく反ファシズム戦争の勝利を」と主張して、「反ファシズム戦争を革命に」と主張するCNTやPOUMと対立していた。スペイン共産党は、ソ連の援助によって急速に100万人を超える巨大政党に成長した。
- 労働総同盟（UGT）
  - 1882年8月12日に結成された社会党系組織。社会民主主義を標榜し、スペイン共産党と対立していたが、人民戦線の結成時に協力。